# Apollinaire de Ravenne
Apollinaire de Ravenne est le premier évêque (épiscope) de la ville de Ravenne, en actuelle Italie, au IIe siècle et devient, à la suite de son martyre, son saint patron.

## Hagiographie
La première mention d'Apollinaire remonte au martyrologe hiéronymien, qui remonte au début du Ve siècle, dans lequel il est mentionné au 23 juillet comme prêtre et confesseur. Pierre Chrysologue, évêque de Ravenne, le mentionne dans son sermon 128, le décrivant comme le premier évêque de Ravenne, ayant « souffert divers tourments pour la foi. »
Une source hagiographique complète sur Apollinaire est la Passio sancti Apollinaris datant de l'époque de l'archevêque Maurus de Ravenne (642-671). D'après son hagiographie, Apollinaire, né à Antioche, en province de la Syrie romaine, est le disciple de Pierre envoyé par celui-ci de Rome à Ravenne, où il subit le martyre.
Les actes du martyre d'Apollinaire n'ont cependant guère de valeur historique. Ils furent probablement écrits par l'archevêque Maurus de Ravenne (642-671), lequel voulait probablement mettre en valeur l'origine apostolique revendiquée pour son évêché, pour acquérir son autonomie par rapport au siège métropolitain de Milan, et conforter ses propres aspirations politiques (sous Vitalien) contre l'influence tant de Rome que de Constantinople, conduisant l'empereur à reconnaître Ravenne comme siège autocéphale en 666, et déclenchant un schisme dans l'Église catholique.
Des inscriptions chrétiennes du deuxième siècle ont cependant été découvertes près de Classe, confirmant une présence chrétienne très ancienne sur ces lieux. D'autre part, si l'on en croit la liste des évêques de Ravenne établie par l'évêque Marianus (546-556), le douzième évêque de Ravenne était un certain Severus, qui fut signataire du concile de Sardique en 343. De ce fait, on peut estimer que saint Apollinaire vécut dans les dernières décennies du deuxième siècle, plaçant peut-être son martyre sous l'empereur Septime Sévère.
Les deux martyrologes de Bède le vénérable montrent que dès le XIIe siècle, la tradition de l'envoi en mission d'Apollinaire par saint Pierre est bien établie.

## Légende d'Apollinaire

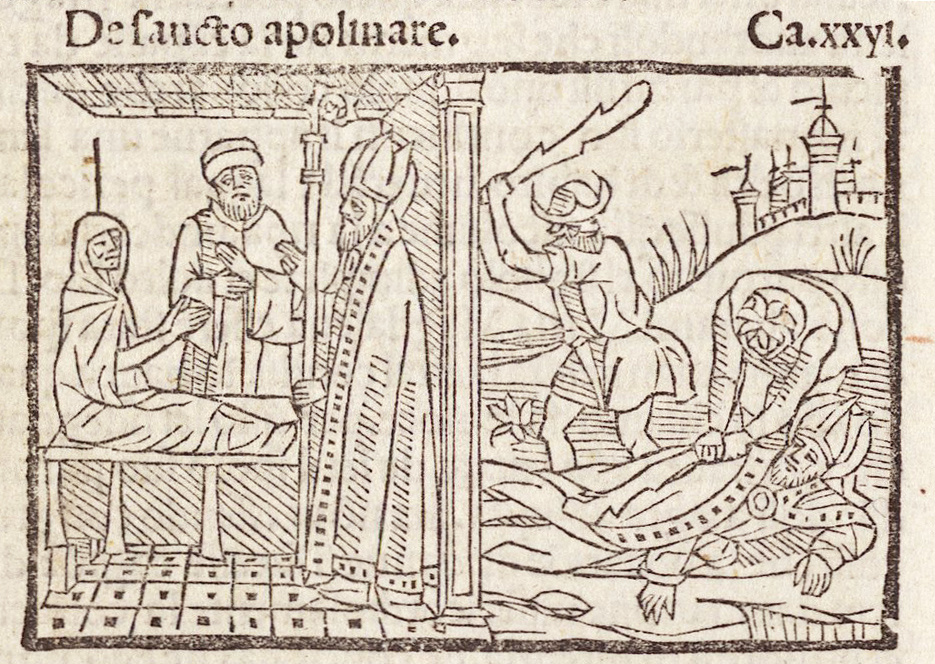
Apollinaire dans La Légende dorée (1497).

Son hagiographie est exposée de manières très succincte par Jacques de Voragine dans la Légende dorée. D'autres sources fournissent des détails plus complets. Entre ces différentes source, la « légende » comprend les épisodes suivants, que l'on peut retrouver dans l'iconographie chrétienne.

### Envoi en mission

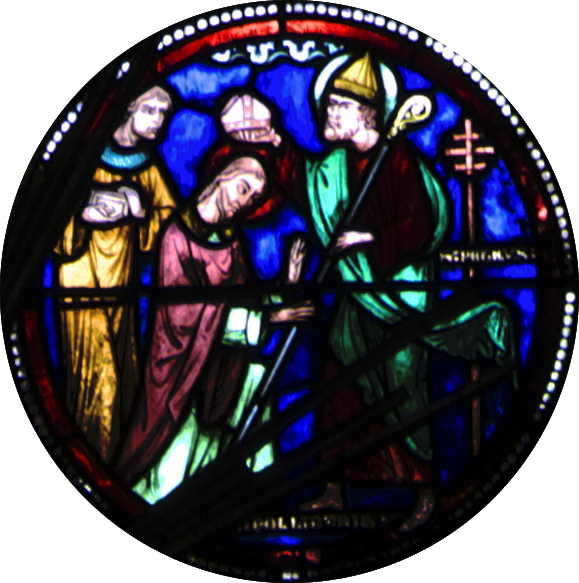
Apollinaire ordonné évêque par saint Pierre.

Lorsque, sous l’Empire de Claude, saint Pierre transféra sa chaire apostolique d’Antioche pour venir en celle de Rome afin d’établir la foi de Jésus-Christ et de la répandre ensuite dans toute l’Europe, il amena avec lui plusieurs fidèles dont Apollinaire, disciple du Seigneur. Comme il avait une parfaite connaissance du zèle de la piété et de l’érudition de ce saint homme, qu’il avait aussi instruit, il le consacra évêque et l’envoya en la ville de Ravenne, pour y prêcher l’Évangile.
Apollinaire, après avoir reçu la bénédiction de son maître, se mit en chemin, préférant à la consolation dont il jouissait la volonté de Dieu qui par le moyen de son saint apôtre l’appelait à de grands travaux et à de hautes entreprises.

### Guérison du fils aveugle
Étant près des portes de Ravenne, il fut reçu en la maison d’un soldat nommé Irénée, qui avait un fils aveugle auquel le saint évêque rendit la vue en faisant le signe de la croix. Par ce miracle, Irénée et tous ceux de sa maison crurent en Jésus Christ et furent baptisés.

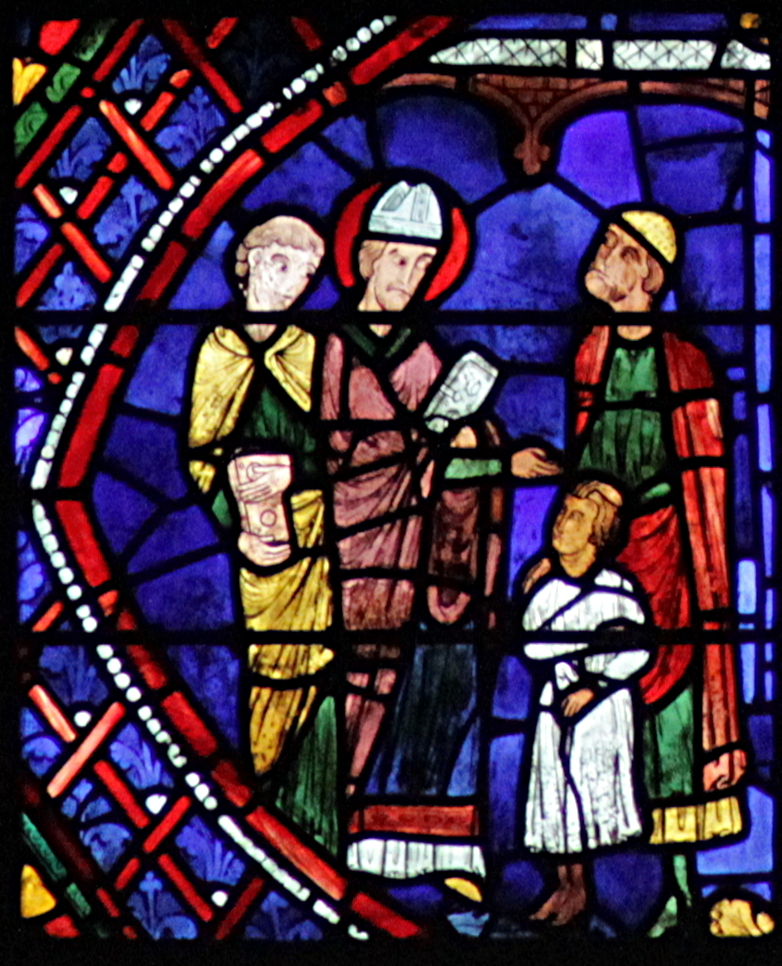
Guérison de l'aveugle.
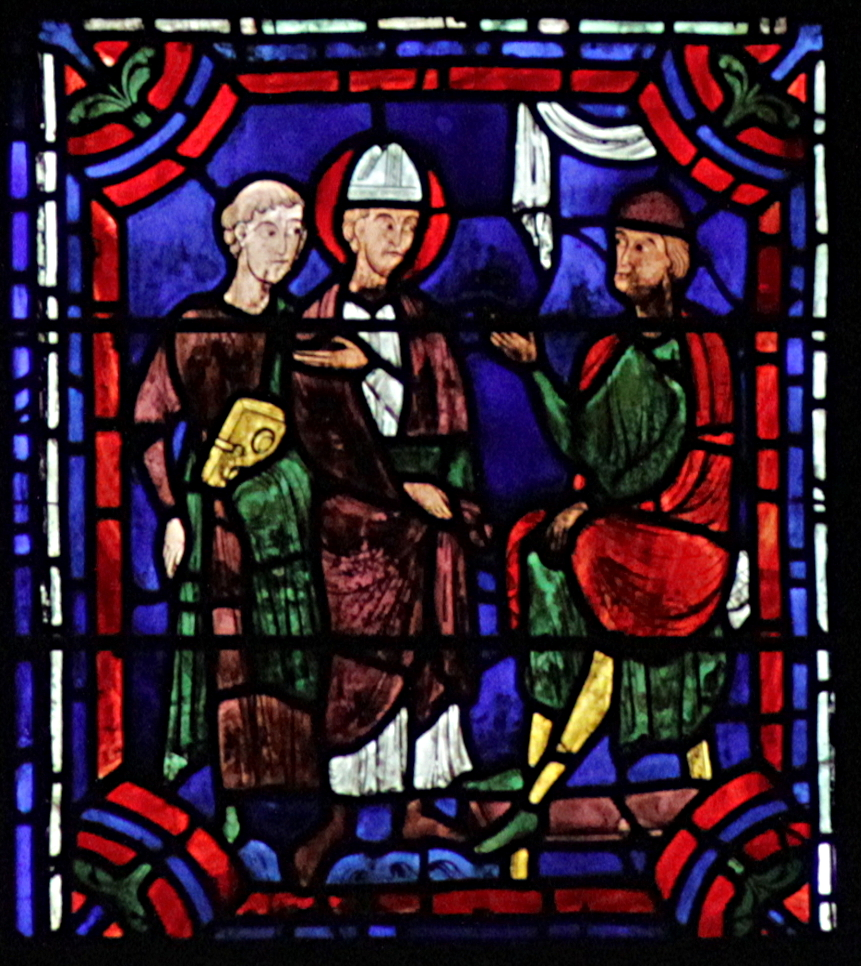
Rencontre du tribun à Varenne.
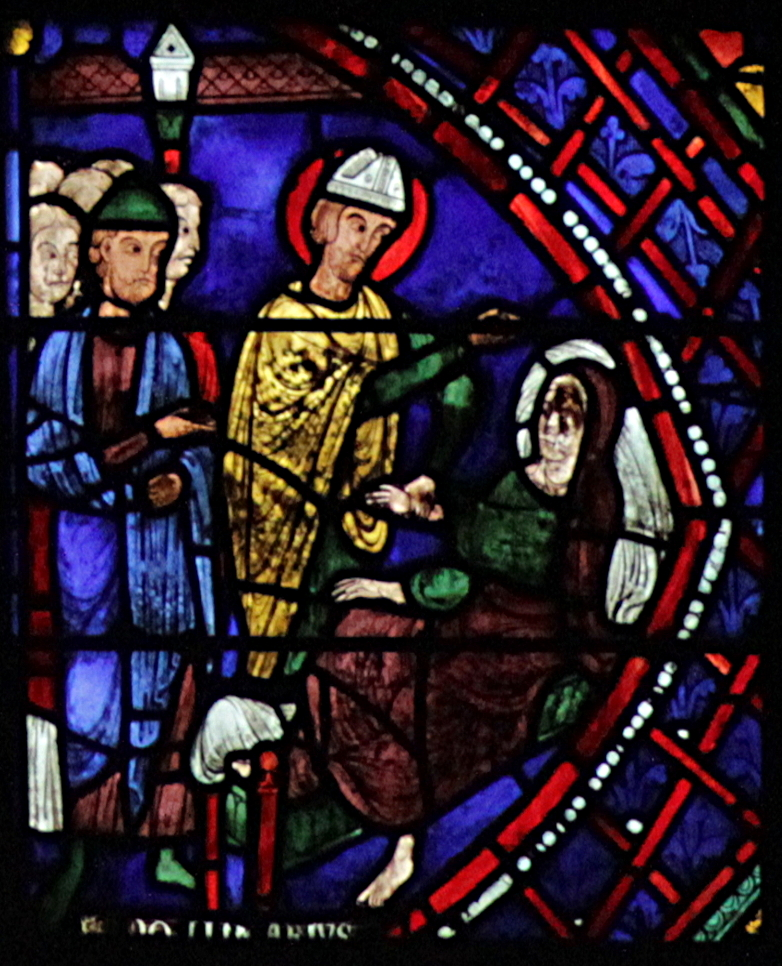
Guérison de la femme du tribun.
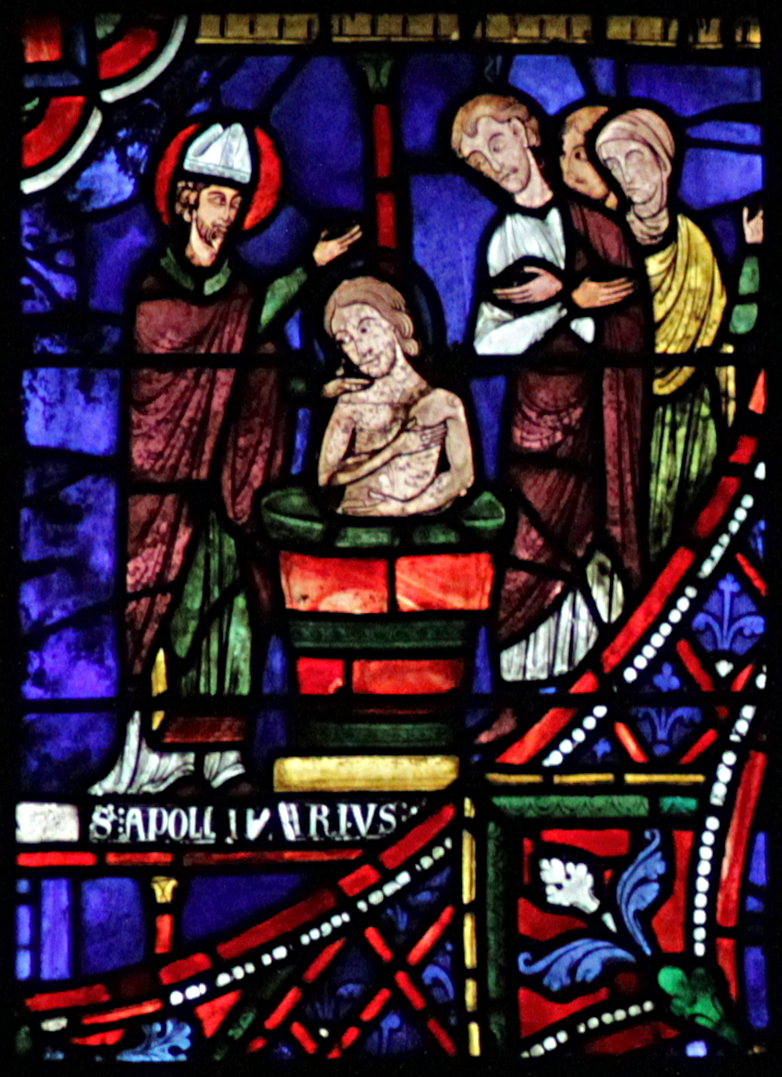
baptême du tribun.

### Guérison de la femme du tribun
Un tribun militaire ou mestre de camp, ayant su qu'Apollinaire avait fait recouvrer la vue au fils d’Irénée son soldat, il le fit prier de venir secrètement chez lui pour visiter sa femme nommée Thècle et lui procurer quelque soulagement dans une longue maladie où elle était sans aucune espérance de remède.
Le bienheureux Évêque ne manqua pas de s'y rendre au temps qu'il lui avait prescrit. Il approcha de la malade, fit sa prière à Dieu. Apollinaire la prit par la main, et lui dit : « Lève toi saine et sauve au nom de notre Dieu et Seigneur Jésus-Christ, et crois en lui sachant qu’il n’y a rien d’égal à lui au ciel et en la terre. » La femme se leva, soudain guérie. Sentant toutes ses forces revenues et se trouvant dans sa première santé, elle s'écria qu'elle ne pouvait avoir été guérie de la sorte que par une vertu toute surnaturelle, et dit : « Il n’y a pas d’autre Dieu que Jésus-Christ que vous prêchez » , que le Dieu des Chrétiens était le véritable Dieu, et qu'elle n'en reconnaîtrait jamais d'autre.
Le mari & tous ceux de la maison, regardant ce changement si extraordinaire, ne purent s’empêcher de suivre l’exemple de cette mère de famille. Ils crurent tous dès ce moment en Jésus-Christ et prièrent le prélat de leur donner le Baptême. Ainsi, elle et le tribun son mari, avec leurs enfants et leur famille et plusieurs autres qui étaient présents, se convertirent et furent baptisés.

### Enseignement à Ravenne
Le Tribun voulant reconnaître par quelque grâce le bienfait qu’il venait de recevoir d’Apollinaire, lui donna une de ses maisons pour en faire son logement pendant le temps qu’il demeurerait à Ravenne.
Il y venait sans cesse des personnes de tout sexe et de toutes conditions, qu’il instruisait en secret dans la foi ; il y célébrait les saints mystères, il y donnait le baptême et il s’y choisit même quelques disciples avec lesquels il chantait jour & nuit les louanges du Seigneur. Apollinaire s’employa pendant douze ans à prêcher la doctrine céleste et à baptiser ceux qui la recevaient, croyant en Jésus-Christ ; à faire leçon de l’Écriture sainte aux enfants de quelques gentilshommes qu’on lui amenait ; et à administrer les Saints Sacrements, faisant des prêtres pour l’aider.

### Comparution et expulsion
Mais comme le nombre des chrétiens vint à croître, et que la lumière qui était cachée vint à manifester les éclats de sa grande splendeur, le gouverneur de la ville nommé Saturnin fut averti de ce qui se passait ; il envoya quérir Apollinaire qu’il interrogea plusieurs fois sur sa religion devant les pontifes et les prêtres des dieux, et lui demanda qui il était, d’où il était venu, et ce qu’il prétendait faire. Mais voyant sa fermeté inébranlable dans la créance du vrai Dieu et le mépris qu’il faisait des Dieux de l’Empire, il l’abandonna à ces prêtres.
On le conduisit au temple de Jupiter pour qu'il sacrifiât. Comme il disait aux prêtres que l’or des idoles et l’argent qu'on y suspendait seraient mieux employés en les donnant aux pauvres qu'à les exposer ainsi devant les démons, il fut saisi aussitôt et battu avec des fouets jusqu'à rester à demi-mort.
Mais les chrétiens l’ayant trouvé demi-mort sur le bord de la mer, il fut recueilli par ses disciples. Les chrétiens l’emportèrent en la maison d’une bonne veuve qui voulut bien le cacher et apportèrent tous leurs soins pour le faire panser de ses plaies et soigner pendant sept mois.

### Guérison d’un muet et d’une possédée
De là il vint à Classe pour y guérir un noble qui était muet. Un seigneur nommé Boniface, qui était en la ville de Chiusi en Toscane, perdit en un instant la parole par un accident imprévu et devint muet. Cet homme ayant ouï faire récit des merveilles que Dieu opérait par Apollinaire et apprenant qu’il était encore en vie l’envoya prier de venir en sa maison, dans l’espérance d’en recevoir quelque soulagement.
Comme il entrait dans la maison, une jeune fille possédée d'un esprit immonde s'écria : « Retire-toi d'ici, serviteur de Dieu; sinon je te ferai jeter hors de la ville les mains et les pieds liés. » Saint Apollinaire la reprit aussitôt et força le démon à s'en aller. Puis il invoqua le nom du Seigneur sur le muet et le guérit.
Boniface ayant vu ces miracles se convertit à la foi de Jésus-Christ avec environ cinq cents personnes.

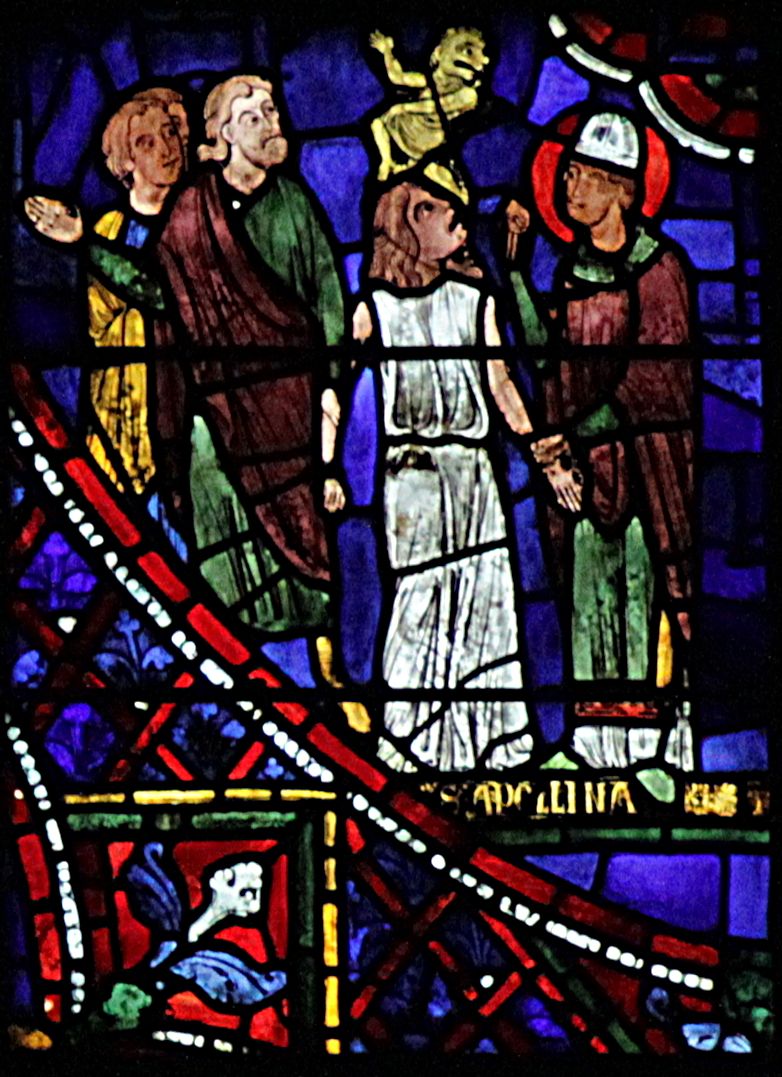
Guérison d'une possédée.
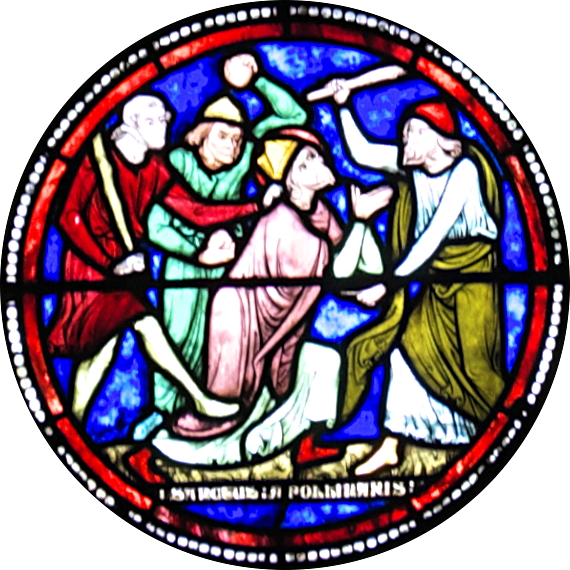
Deuxième martyre d'Apollinaire.

### Deuxième martyr
Les gentils s’en étant indignés mirent la main sur le saint et le battirent rudement à coups de bâton, ils l’accablèrent à coups de fouet pour l’empêcher de nommer Jésus-Christ : mais le saint étendu par terre criait que c'était le vrai Dieu. Alors, voyant que cette cruauté qu’ils exerçaient sur son corps ne faisait rien sur son esprit, ils le condamnèrent à un second supplice. Ils le firent marcher sur la braise ardente nu pieds, lui commandant de ne pas proférer le nom de Jésus-Christ ; mais comme il prêchait encore Jésus-Christ avec la plus grande constance, ils le chassèrent hors de la ville avec défense de prêcher jamais le nom de Jésus-Christ.
Après cela il demeura en une cabane de berger où il prêchait ceux qui le venaient trouver, et en baptisait plusieurs. Il célébrait la sainte messe et il consolait les fidèles, qui de leur côté lui fournissaient les choses nécessaires à la vie.
De là il fut en la province d’Émilie où il continua de prêcher l’Évangile avec grand profit.

### Résurrection de la fille d’un patricien

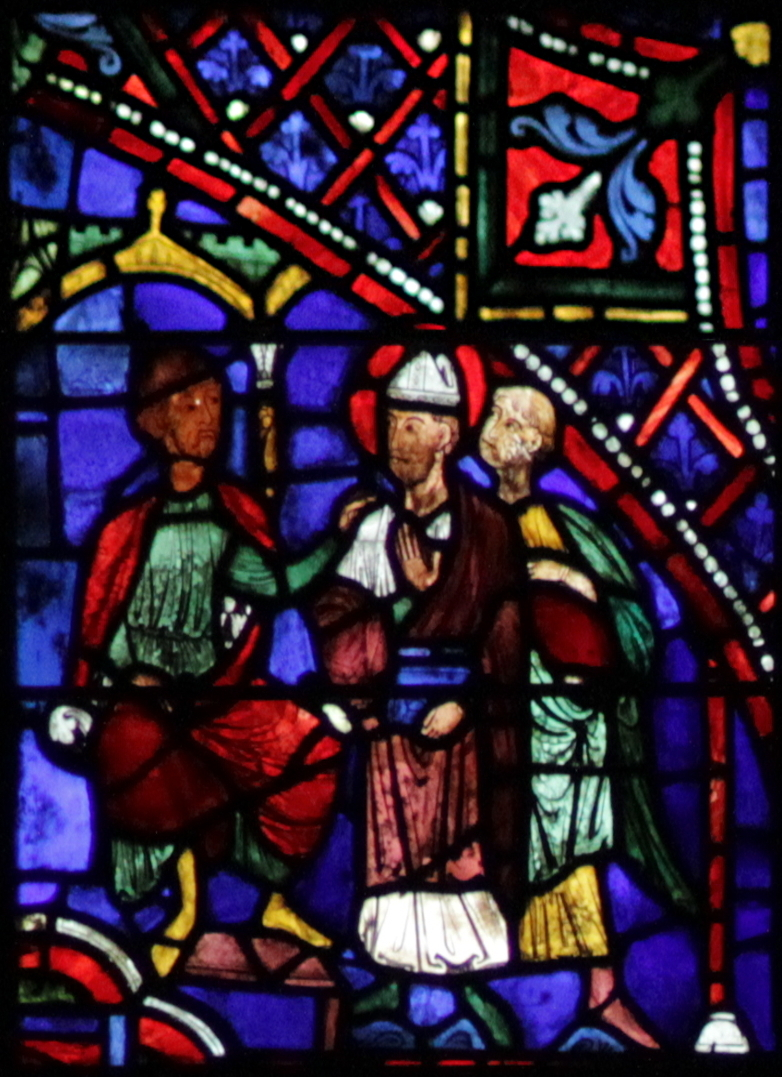
Arrivée chez le duc Rufus.
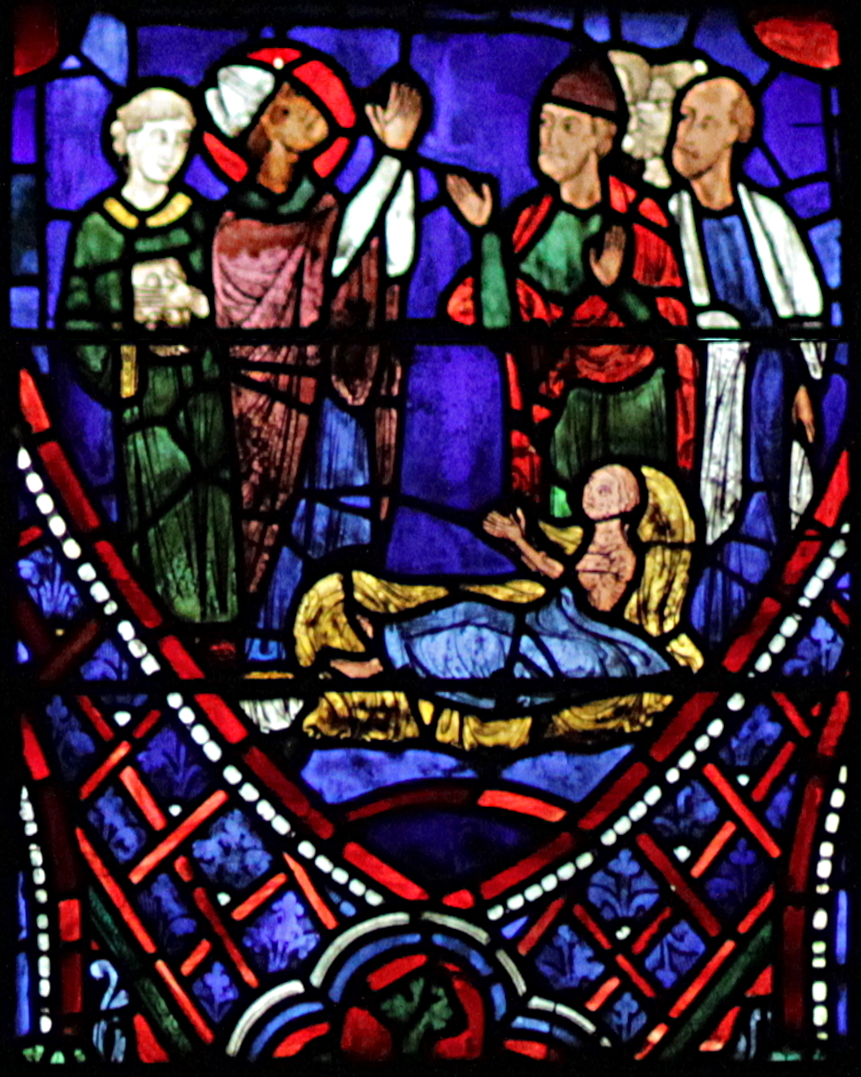
Résurrection de la fille de Rufus.

Dans le même temps, Rufus, patricien de Ravenne, dont la fille était malade, avait appelé saint Apollinaire pour la guérir. Mais celui-ci était à peine entré dans la maison qu'elle mourut. Rufus lui dit : « Il eut été à souhaiter que tu ne fusses pas entré chez moi, car les grands dieux irrités n'ont pas voulu guérir ma fille : mais toi, que lui pourras-tu faire ? » « Ne crains rien, lui répondit Apollinaire; seulement jure-moi; que si ta fille ressuscite, tu ne l’empêcheras pas de s'attacher à son créateur. »
Il le promit et saint Apollinaire ayant fait une prière, la fille ressuscita. Elle confessa le nom de Jésus-Christ, reçut le baptême avec sa mère et une grande multitude de personnes, et elle vécut dans la virginité.

### Condamnation impériale

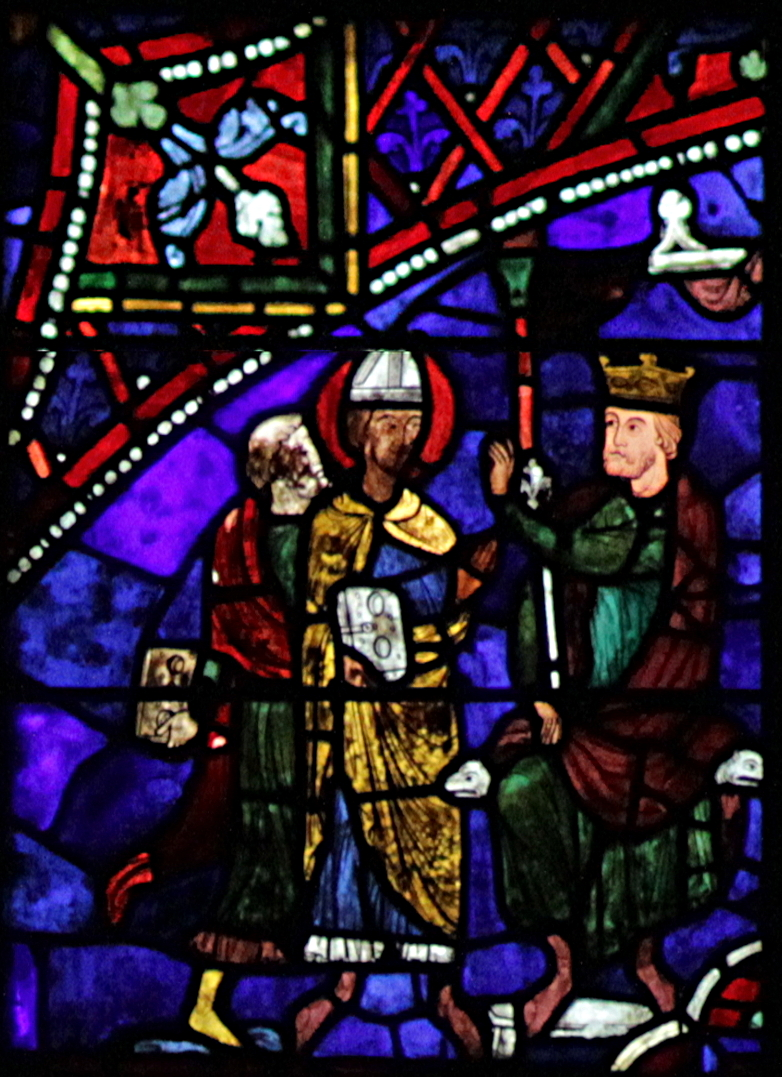
Jugement d'Apollinaire.
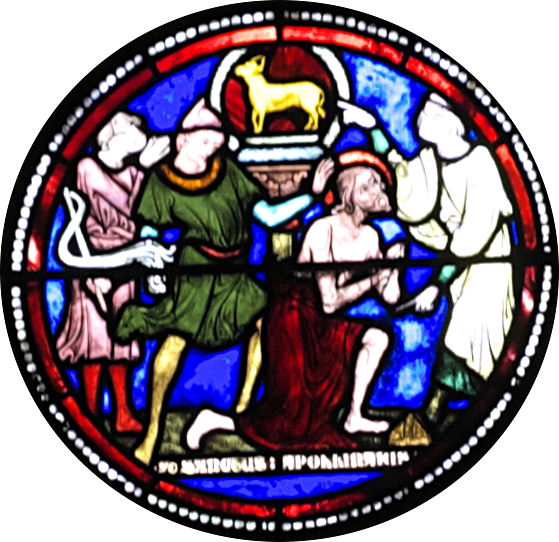
Troisième martyre d'Apollinaire.
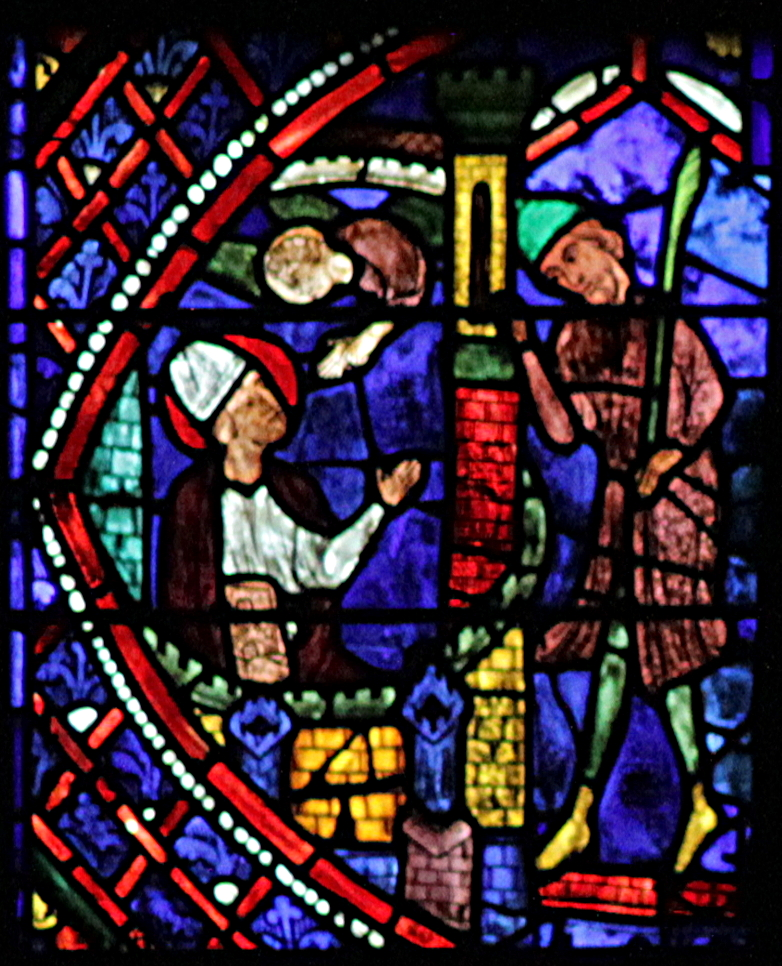
Apollinaire nourri par l'Ange en prison.

Le diable ne pouvant endurer les grandes merveilles que Dieu faisait par son serviteur Apollinaire alla souffler aux oreilles de l’empereur Néron, qui était alors empereur et apprit ce qui se passait, d’envoyer vers lui le juge. Néron donna commission à Messalin de faire recherche de toute la conduite d’Apollinaire dans Ravenne et dans les autres lieux où il avait passé, & de le punir dans toute la sévérité de la Justice. César écrivit au préfet du prétoire de faire sacrifier Apollinaire, ou de l’envoyer en exil.
Messalin n’oublia rien pour s’acquitter de cet ordre et pour faire ressentir au saint les effets de la haine mortelle qu’il portait au nom chrétien. Il fit tous ses efforts pour l’obliger de renoncer à Jésus-Christ et à son évangile, de présenter de l’encens à l’idole de Jupiter et d’observer les superstitions des idolâtres.
Apollinaire ayant refusé de sacrifier, voyant qu’il ne pouvait ni le gagner par les promesses ni l’intimider les menaces le préfet le fit fouetter cruellement et battre avec de gros bâtons de nœuds et ordonna quoi l’étendît au chevalet pour le torturer. Le saint persistant à confesser Jésus-Christ, il le fit fouetter derechef et fit jeter de l’eau bouillante sur ses plaies. Comme ces tourments ne servaient qu’à l’animer davantage à invoquer hautement le nom de son Dieu et à publier sa gloire, la rage de ce tyran le porta jusqu’à lui faire battre la bouche avec pierres.
Durant ceci Notre Seigneur permit qu’un des bourreaux qui tourmentaient le saint, plus subtil à mal faire que les autres et le plus diligent ministre de l’iniquité du juge, fut possédé du diable et tomba mort sur le champ.
Après quoi il le fit jeter dans un cachot tout accablé de grosses chaînes, avec ordre de ne lui donner aucun aliment afin qu’il mourût de langueur et de désespoir. Mais Dieu, qui n’abandonne jamais qui combattent pour sa gloire, lui envoya un Ange qui en présence de ses Gardes donna les aliments qui lui étaient nécessaires, & en nourrissant son corps fortifia en temps son esprit et lui donna un nouveau courage.

### Naufrage et guérison d’un lépreux

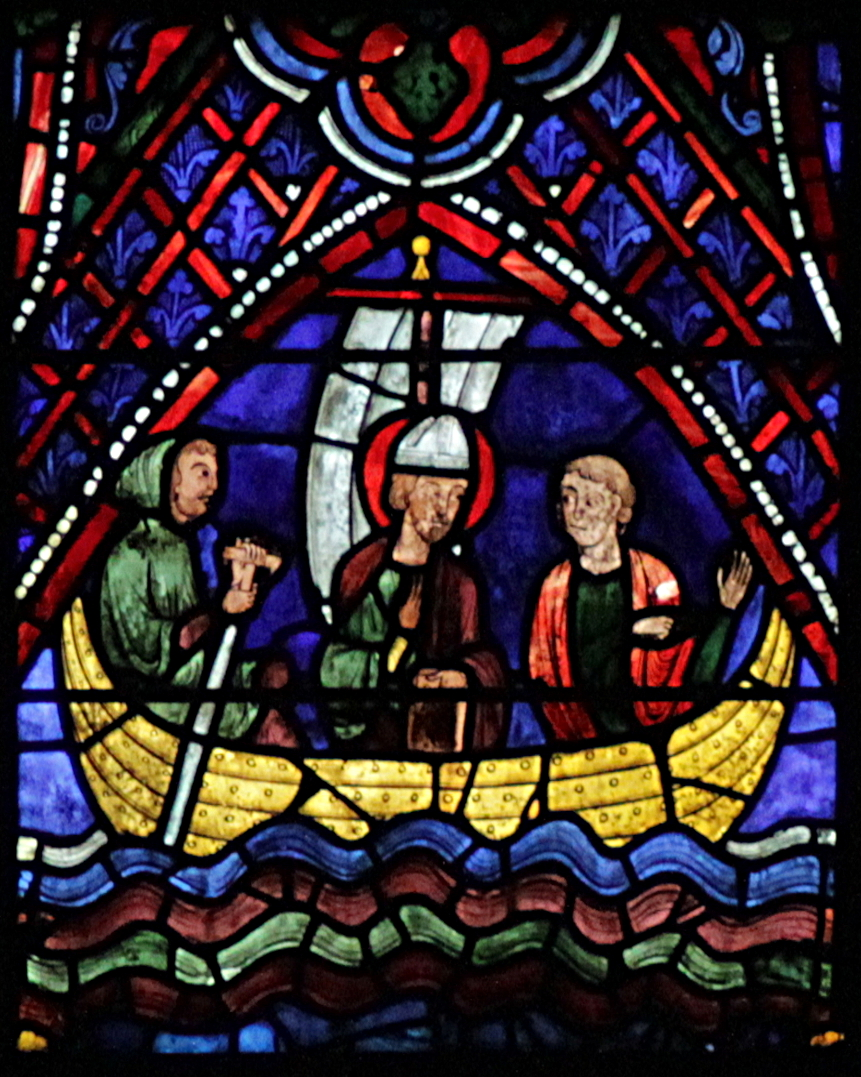
Départ en exil.

Messalin, ayant appris au bout de jours qu’il était encore en vie et perdant toute espérance de le vaincre, le fit mettre sur un vaisseau & le bannit en Grèce, pour l’envoyer en exil en Esclavonie. Ensuite il le fit mettre sur un vaisseau après l’avoir enchaîné, et le fit partir en exil: avec trois clercs qui suivaient le saint. À peine les matelots qui le menaient eurent-ils commencé à faire voile qu’il s’éleva une furieuse tempête, laquelle brisa le vaisseau et le fit couler à fond. Tous les passagers périrent à la réserve d’Apollinaire, de trois ecclésiastiques qui l’avaient suivi et de trois soldats qui lui demandèrent le baptême sitôt qu’ils se virent échappes de la mer.
Ils arrivèrent en la province de Mysie où ils tâchèrent de faire recevoir l’Évangile mais sans succès. Apollinaire y guérit seulement un homme gâté de la lèpre, qui se convertit & le retint temps chez lui.

### L’idole de Sérapis
De là il fut sur les bords du Danube, où il fut plus heureux dans ses conquêtes. Enfin il passa dans la Thrace où il fit quelque séjour.
Entrant en une ville de cette province, l’idole qui était dans le temple de Sérapis devint muette, quoique par un art diabolique elle eût accoutumé de répondre à tous ceux qui l’interrogeaient, et tout ce qu’elle disait était tenu pour oracle. Les gentils furent grandement surpris de cela ; ils firent de grosses offrandes pour apaiser l’idole et savoir pourquoi elle ne répondait plus. Au bout de quelques jours le démon dit « Ne savez-vous pas qu’il y a ici un disciple de saint Pierre qui m’a fermé la bouche en même temps qu’il a ouvert la sienne pour prêcher Jésus-Christ. Soyez assurés que tant qu’il demeurera en ces quartiers, il ne sera pas en mon pouvoir de prononcer aucune parole. »
On chercha le saint, et l’ayant trouvé ils surent d’où il était et l’occasion de sa venue. Puis l’ayant fouetté et fort maltraité, ils le remirent en un autre vaisseau avec le commandement de s’en retourner en Italie où il arriva fort heureusement, la mer lui ayant été plus favorable que dans son premier voyage.

### Retour à Ravenne
Il avait passé trois années entières dans ces courses, ces travaux et ces persécutions. Au bout de trois ans il retourna à Ravenne, dans le diocèse que l’apôtre saint Pierre lui avait confié, où les chrétiens le reçurent avec grande joie, remerciant Dieu de leur avoir rendu leur cher pasteur. Il y fit de grands miracles comme il en avait fait dans tout le chemin et continua d’y faire paraitre son zèle pour la conversion des infidèles et pour la sanctification des chrétiens.

### La statue d’Apollon

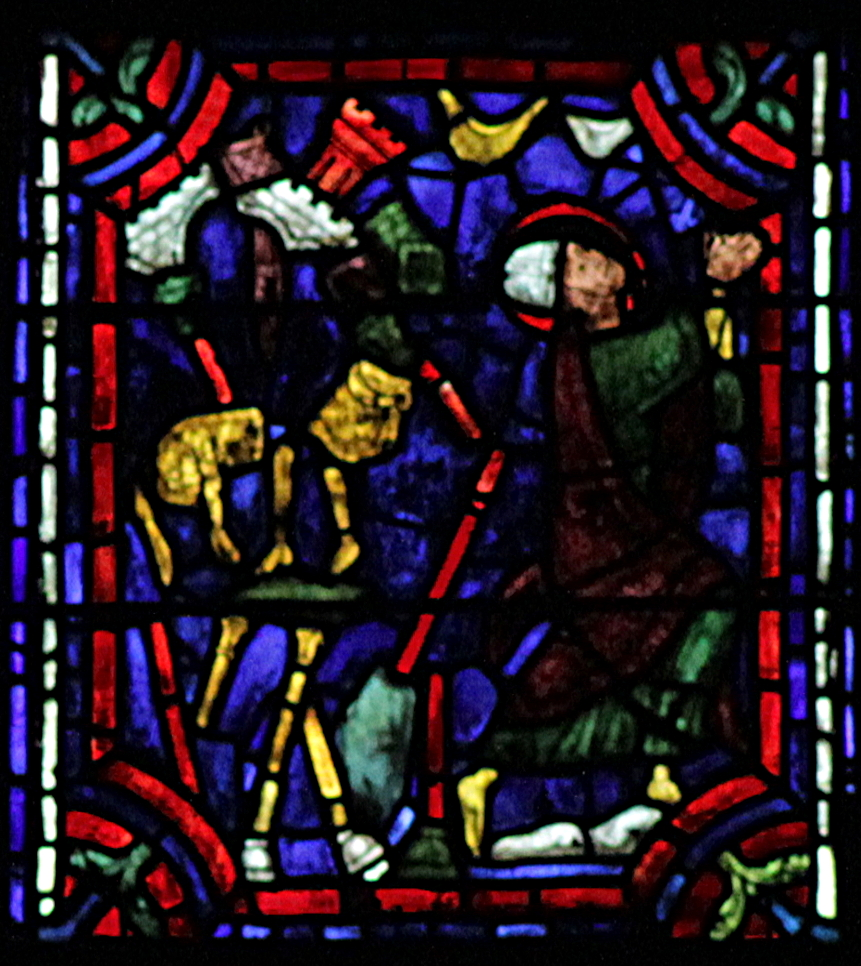
Effondrement du temple d'Apollon.
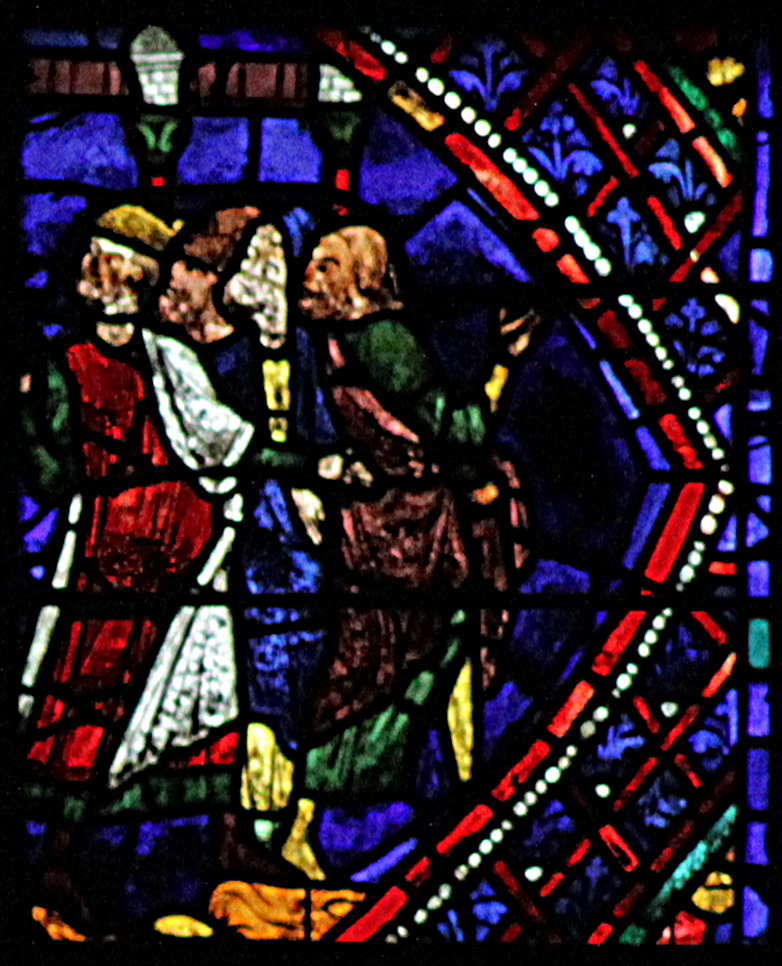
La foule témoin de l'effondrement.

Mais un jour qu’il célébrait les divins Mystères dans la maison d’un particulier, il fut surpris par une troupe de païens. Les idolâtres le prirent derechef et le traînèrent jusqu’à la place publique. Là ils l’outragèrent et le tourmentèrent avec des menaces de lui faire pis s’il ne sacrifiait au dieu Apollon, au temple duquel ils le menèrent.
Aussitôt qu'il eut aperçu la statue de l’idole le saint y fit son oraison au véritable Souverain des Anges des hommes ; il la maudit et tout aussitôt l’idole tomba en poudre & le temple fut ensuite entièrement renversé, au grand contentement des chrétiens et au vif dépit des gentils.

### Guérison du fils du juge
Ils le menèrent ensuite devant le juge ordinaire nommé Taurus, afin de le faire condamner à mort. Ce magistrat fit paraître Apollinaire devant toute la noblesse de la ville qu’il assembla à cet effet. Et après lui avoir fait plusieurs questions sur les miracles qu’il opérait de tous côtés et qui attiraient tant de monde à sa suite : « j’ai, lui dit-il, un fils qui est né aveugle ; si tu lui rends la vue nous croirons au Dieu que tu adores, sinon le feu sera le juste châtiment de toutes impostures. »
Notre saint, sans s’ébranler, lui de faire appeler cet enfant. Et lorsqu’il fut venu, il lui dit « Mon fils, au Nom de Jésus-Christ, ouvrez les yeux et voyez. » L’enfant sentit aussitôt la force de cette parole & recouvra la vue.
Un miracle si éclatant gagna beaucoup de spectateurs et ébranla les autres, et Thaurus s’en sentit si obligé qu’il résolut de délivrer le saint des mains & de la cruauté de la populace. Pour cela, il le fit conduire de nuit dans une de ses terres à deux lieues de la ville, sous prétexte de lui donner ce lieu pour prison.
Apollinaire y demeura bien quatre ans, pendant lesquels il rendit tous les services aux chrétiens qui le venaient trouver. Quantité de malades y coururent aussi et il n’y en eut pas un qui en revînt avec une entière guérison, de quelques maladies qu’il fût attaqué.

### Jugement de Démosthène
De si grands prodiges le firent encore découvrir par les prêtres des idolâtres, qui furent trouver l’Empereur Vespasien pour le dénoncer. Apollinaire fut pris de nouveau, étant déjà fort usé et consommé des travaux et des tourments qu’il avait supportés. Les prêtres des faux dieux l’ayant accusé à Vespasien, celui-ci écouta leur plainte et fit un édit par lequel il ordonnait seulement de bannir tous ceux que l’on pourrait convaincre d’avoir dit ou fait quelque chose d’injurieux aux sacrés temples, jugeant qu’il y aurait de l’injustice à établir des peines plus sévères, puisque disait-il, si les Dieux immortels se sentent offensés des insultes des hommes, ils sont assez puissants pour s’en venger eux-mêmes dans toute la rigueur.
Quand l’édit fut publié dans Ravenne, un Patricien de la ville nommé Démosthène fit appeler saint Apollinaire devant lui. Il éprouva sa constance par toute sorte de discours mais, après plusieurs discours, saint Apollinaire refusa toujours de sacrifier.
Alors le patrice Démosthène le donna à un capitaine pour le garder pendant qu’il aviserait de quel supplice il le ferait mourir.

### Évasion et massacre
Ce capitaine qui était chrétien en son âme le mena en sa maison, où au lieu de lui faire ressentir les rigueurs de la captivité il lui fit le meilleur traitement qu’il put, et quand il sut qu’ils étaient près de le faire mourir, il lui conseilla de se sauver, lui disant que sa vie était d’importance pour le salut de plusieurs, et lui offrant un lieu où il se pourrait retirer en sûreté Le saint voyant qu’il ferait plus pour la gloire de Dieu en demeurant caché et couvert pour lors, sortit sur le minuit de la maison du capitaine. Celui-ci demanda au saint de venir au quartier des lépreux pour y échapper à la fureur des gentils.
Néanmoins il fut épié et poursuivi par les gentils qui l’attrapèrent auprès de la porte de la ville, et lui donnèrent tant de coups de bâton qu’ils le laissèrent là pour mort.

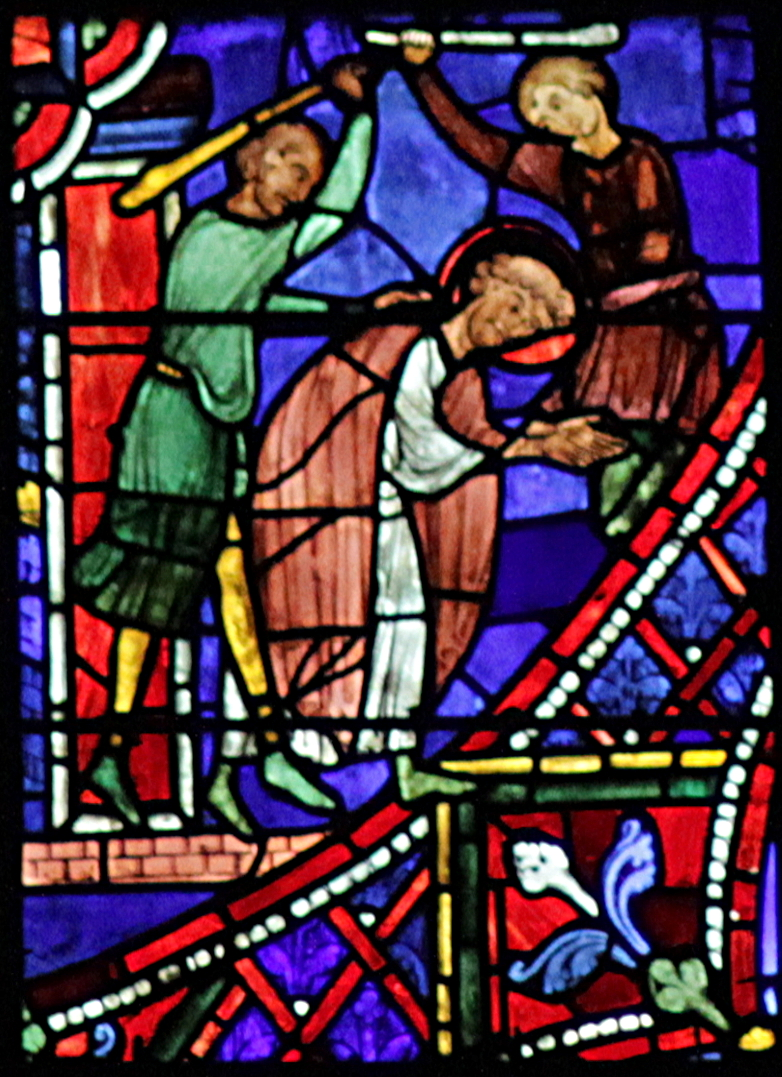
La foule le bat à mort.
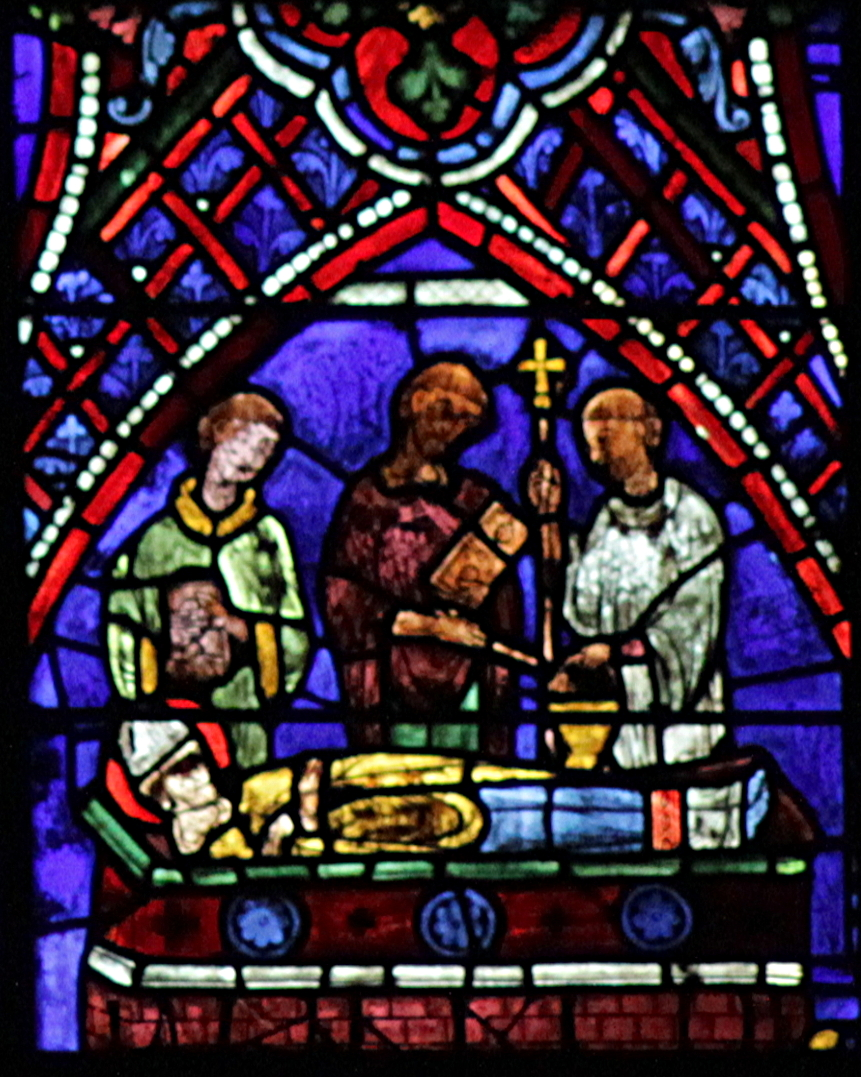
Funérailles d'Apollinaire.
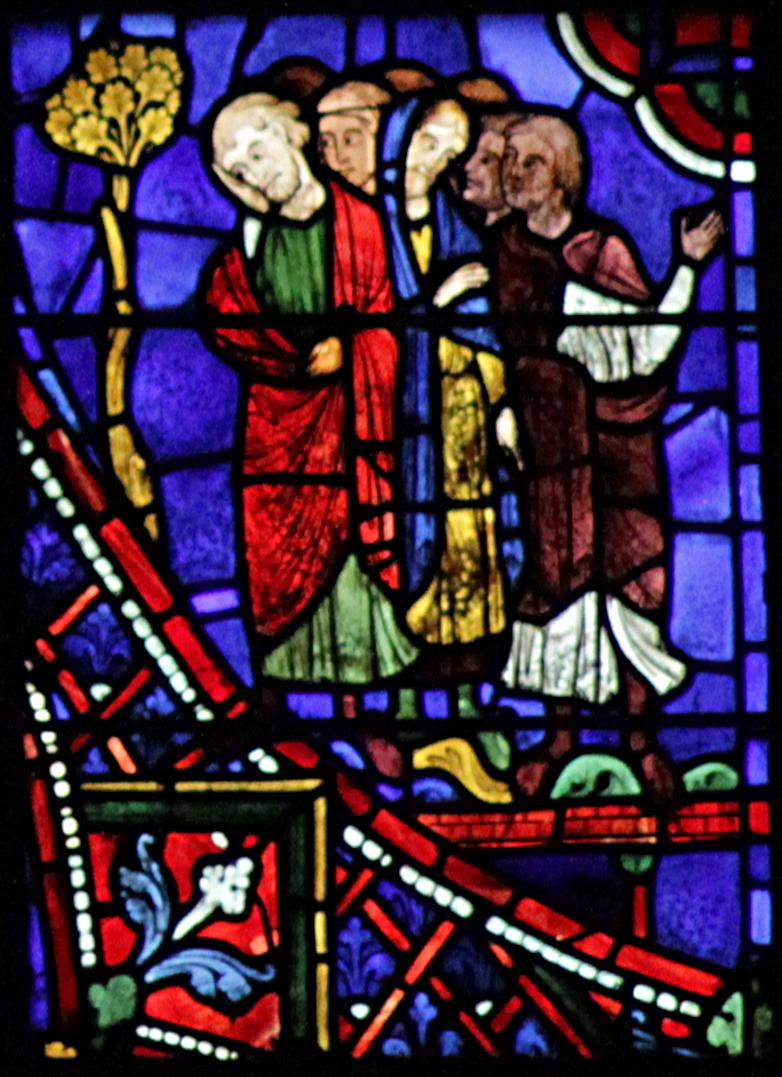
La foule en deuil.

### Mort chez les lépreux
Les chrétiens, ayant appris ce massacre, vinrent le lendemain de grand matin pour le trouver et l’ayant vu dans ce pitoyable état, ils l’emportèrent secrètement dans une maladrerie où ayant repris un peu de ses forces il vécut encore sept jours, exhortant les chrétiens de persévérer toujours en la foi et les avertissant que l’Église souffrirait de grandes persécutions après lesquelles elle jouirait d’une profonde paix.
Il mourut, après sept jours employés par lui à donner des avis à ses disciples. Il fut enseveli ensuite avec les plus grands honneurs au même endroit par les chrétiens.
Il rendit son âme à Dieu le vingt-troisième jour de juillet, le dernier an de l’empire de Vespasien, qui fut selon Pierre Damien l’an de Jésus-Christ 81, après avoir vaillamment combattu et s’être sacrifié comme hostie vivante à Notre Seigneur par un long martyre de vingt-six années.